# Museo Three Notch
El Deposito Central de Georgia es una histórica estación de tren ahora convertida en el Museo Three Notch. Se ubica en Andalusia, Alabama, Estados Unidos.

## Historia del depósito
A finales de la década de 1890, los líderes empresariales de Andalusia entregaron un premio de 5000 dólares por la primera línea de ferrocarril que atravesara la ciudad. El Ferrocarril Central de Georgia reclamó el premio, completando la vía en septiembre de 1899 y construyó un depósito en un terreno donado por los residentes. La ciudad floreció con la nueva conexión ferroviaria; la población aumentó de 551 en 1900 a 2480 en 1910. El último tren Norfolk Southern, sucesor del Central de Georgia, partió de Andalusia el 31 de marzo de 1983.
El depósito de madera tiene un diseño similar al de otras estaciones de pueblos pequeños a lo largo de la línea del Ferrocarril Central de Georgia. La estructura de un piso con techo a dos aguas está revestida con paneles y listones de revestimiento. Dos salas del frente con entradas independientes se utilizaron como salas de espera para los pasajeros. En el extremo opuesto de la estación hay una gran sala de carga. La oficina del agente se extiende a lo ancho del edificio entre los dos y cuenta con una ventana mirador. El edificio fue incluido en el Registro Nacional de Lugares Históricos en 1984.

## Museo
El edificio fue reabierto como museo de historia en 1987 y y lleva el nombre del Three Notch Trail de la que también se nombran dos calles (East Three Notch Street y South Three Notch Street) en Andalusia.
Operado por la Sociedad Histórica de Covington, el museo se centra en la historia del condado y la historia del ferrocarril del área. Las exhibiciones incluyen muchas fotografías, una colección de botellas, cámaras y accesorios históricos, herramientas y artefactos militares. Otros edificios del museo incluyen una oficina de correos restaurada con un aula de época en la parte trasera, una cabaña de troncos pionera y una tienda de campo. También hay dos furgones y un automóvil CSX con un diseño de ferrocarril modelo fuera del edificio del depósito.